# Rudolf Daudert
Rudolf Daudert (Metz, 27 décembre 1903 - Stuttgart, 17 avril 1988) est un artiste contemporain allemand, actif dans la seconde moitié du XIXe siècle.

## Biographie
Rudolf Daudert naît à Metz le 27 décembre 1903, pendant la première annexion allemande de la Moselle. Il consacre sa vie à son art, enseignant la sculpture et la peinture à Stuttgart. En 1957, le sculpteur fait notamment un buste du chimiste Leopold Gmelin pour l'Institut Gmelin.

## Publications
- Andreas Pfeiffer (dir.), Rudolf Daudert (ill.), Rudolf Daudert : Plastik in Terrakotta ; Städt. Museen Heilbronn, Deutschhof, 12.12.1980 - 1.2.1981, Heilbronner Museumskatalog no 14, Heilbronn, 1980[4].